# Abu Ghurajb
Abu Ghurajb (ang. Abu Ghraib, arab. ‏أبو غريب‎) – miasto w środkowym Iraku, w muhafazie Bagdadu. Graniczy od południowego zachodu z Bagdadem.
Według danych z 2003 miejscowość zamieszkiwało 189 tysięcy osób.
W mieście znajduje się więzienie Abu Ghraib, w którym w latach dziewięćdziesiątych więziono m.in. przeciwników Saddama Husajna. Po inwazji Stanów Zjednoczonych na Irak więziono tam osoby podejrzane o terroryzm, gdzie, jak ujawnił w 2004 roku dziennikarz Seymour Hersh, iraccy więźniowie byli torturowani i mordowani przez amerykańskich żołnierzy.

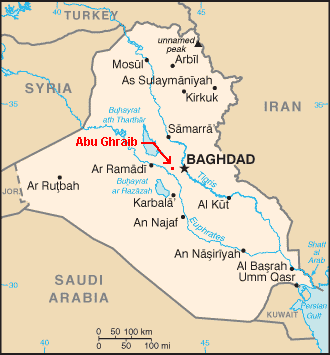
Abu Ghurajb